# 김영하 (만화가)
김영하(金永河, 1947년 3월 22일 ~ 2014년 7월 3일)는 대한민국의 만화가다.

## 생애
평안북도 박천에서 7남매 중 장남으로 태어났으며, 본명은 김영삼이다. 한국전쟁 당시 부모와 함께 월남하였다. 전문적으로 미술을 배운 적은 없으나, 그가 그림을 그리면 고등학교 급우들이 낄낄거리며 웃었다고 한다. 홍익대학교 사범대학 부속고등학교 3학년 때 서울 왕십리에 있는 어느 극장 간판을 그리다가 지나가던 사람의 그림체가 만화에 더 어울리겠다는 말을 듣고 만화가의 길을 걷기로 마음먹었다.
1963년 새싹문고에서 펴낸 그리운 눈동자로 데뷔하였으며, 당시에는 ‘이애나’라는 필명을 썼다. 만화가 문하생들과 만화를 함께 그리기 시작하여 1967~1968년쯤 그의 이름으로 그린 첫 작품은 ‘주머니대장’이다. 기백이란 가명으로 그리던 작품의 3권째부터 자신의 이름을 올렸다. 김영하는 이때부터 1997년 은퇴할 때까지 최소 2000권 이상의 작품을 그렸다.
지병으로 1997년의 《요괴헌터》를 끝으로 작품활동을 중단하여 충청북도 괴산군에서 농업에 복무했으나 2014년 7월 3일에 향년 68세로 사망하였다.

## 대표작
- 《주머니 동자》 - 《소년생활》 연재
- 《요술공주 보배》 - 《어깨동무》 연재
- 《짬보람보》 - 《아이큐점프》에 연재
- 《펭킹 라이킹》 - 《보물섬》에 연재. 만화영화로 제작되어 MBC에 방영되기도 하였다.

## 수상 경력
- 1979년 제7회 만화상(한국도서잡지윤리위원회 제정) 은상 수상 -《해바라기 형제》[3]